# Lordelo (Vila Real)
Lordelo is een plaats (freguesia) in de Portugese gemeente Vila Real en telt 3.069 inwoners (2011).